# 에웨어
에웨어(Ewe, 에웨어: Èʋe, Èʋegbe)는 가나 동남부와 토고의 에웨족이 사용하는 그베어군 언어이다. 에웨어를 모어로 말하는 사람은 약 450만 명이고 제2언어로 말하는 사람은 약 100만 명이다. 토고와 가나에서 각각 국어와 ‘정부 지원 언어’의 지위를 지녔다. 이 지역의 언어가 대부분 그렇듯 에웨어도 성조 언어이다. 와치어와 크페시어는 에웨어의 방언으로 여겨지기도 하지만, 에스놀로그와 글로톨로그는 별개의 언어로 취급한다.

## 음운론

### 자음
|        |        | 양순음 | 순치음 | 치음    | 후치경음 | 경구개음 | 연구개음  | 양순 연구개음 | 성문음    |
| ------ | ------ | ------ | ------ | ------- | -------- | -------- | --------- | ------------- | --------- |
| 파열음 | 무성   | p      |        | t       |          |          | k         | k͡p            |           |
| 파열음 | 유성   | m ~ b  |        | d       | n ~ ɖ    |          | ŋ ~ ɡ     | ɡ͡b            |           |
| 파찰음 | 무성   |        |        | t͡s      | t͡s       |          |           |               |           |
| 파찰음 | 유성   |        |        | d͡z      | d͡z       |          |           |               |           |
| 마찰음 | 무성   | ɸ      | f      | s       | s        |          | x         |               |           |
| 마찰음 | 유성   | β      | v      | z       | z        |          | ɣ ~ ɰ ~ w | ɣ ~ ɰ ~ w     | ʁ ~ ʕ ~ ɦ |
| 접근음 | 접근음 |        |        | l ~ l̃   |          | ɲ ~ j    |           |               |           |
| 탄음   | 탄음   |        |        | (ɾ ~ ɾ̃) |          |          |           |               |           |

H는 유성 마찰음으로, 구개수음 [ʁ], 인두음 [ʕ], 또는 성문음 [ɦ]이라고 한다.
비음 [m, n, ɲ, ŋ]은 비모음 앞에만 나타나므로 변별적이지 않다. 따라서 에웨어에는 비음이 없다고 하기도 한다. 그러나 비음 /m, n, ɲ, ŋ/이 기저형이고 구강모음 앞에서 탈비음화한다고 분석할 수도 있다.
[ɣ]는 비원순(비후설) 모음 앞에 나타나고 [w]는 원순(후설) 모음 앞에 나타난다.
에웨어는 /f/와 /ɸ/, /v/와 /β/가 대립하는 것으로 알려진 몇 안 되는 언어 중 하나이다. 순치 마찰음 /f/와  /v/는 보통의 언어에서보다 강한 마찰을 동반한 [f͈], [v͈]로 발음되며 윗입술이 눈에 띄게 들어올려져, 보다 약한 [ɸ], [β]와 구별된다.
/l/은 다른 자음과 함께 자음군을 이룰 수 있다. 설정음 앞에서는 [ɾ](또는 [ɾ̃])가 된다.

### 모음
|          | 전설 | 후설 |
| -------- | ---- | ---- |
| 고모음   | i, ĩ | u, ũ |
| 중고모음 | e, ẽ | o, õ |
| 중저모음 | ɛ, ɛ̃ | ɔ, ɔ̃ |
| 저모음   | a, ã | a, ã |

페키 방언에는 /õ/가 없다. 많은 방언은 전설 중모음 음소 중 하나가 없고, 가나의 일부 방언은 /ə/와 /ə̃/ 음소가 추가로 있다.
에웨어는 자음에서 비음과 구강음의 대립이 없다. 또 에웨어에는 성절 비음 [m ~ n ~ ŋ]가 있는데, 그 발음은 뒤따르는 자음에 의해 결정되며 성조를 받는다.

### 성조
에웨어는 성조 언어이다. 예를 들어 다음 세 단어는 성조로만 구별된다.
- tó  ‘산’ (고조)
- tǒ  ‘회반죽’ (상승조)
- tò  ‘물소’ (저조)

음성적으로는 고조·중조·저조의 세 가지 평성조와 세 가지 굴곡성조가 있다. 그러나 대부분의 방언에서 음운적으로는 고조와 중조의 두 가지 평성조만이 존재하며 유성 장애음 뒤에서는 고조가 중조(또는 상승조)로 낮아지고 중조가 저조로 낮아진다. 또 중조는 절이나 발화의 끝에서도 저조로 발음된다.
성조는 양음 부호, 억음 부호, 곡절 부호, 반대 곡절 부호로 나타낸다. 이 부호들은 비모음을 나타내는 물결표와 함께 쓰이기도 한다.

## 정서법
에웨어는 로마자와 국제 음성 기호를 섞어 놓은 듯한 아프리카 참조 알파벳을 사용한다.
| A a | B b | D d | Ɖ ɖ   | Dz dz | E e      | Ɛ ɛ | F f   | Ƒ ƒ | G g | Gb gb | Ɣ ɣ |
| --- | --- | --- | ----- | ----- | -------- | --- | ----- | --- | --- | ----- | --- |
| /a/ | /b/ | /d/ | /ɖ/   | /d͡z/  | /e/, /ə/ | /ɛ/ | /f/   | /ɸ/ | /ɡ/ | /ɡ͡b/  | /ɣ/ |
| H h | I i | K k | Kp kp | L l   | M m      | N n | Ny ny | Ŋ ŋ | O o | Ɔ ɔ   | P p |
| /h/ | /i/ | /k/ | /k͡p/  | /l/   | /m/      | /n/ | /ɲ/   | /ŋ/ | /o/ | /ɔ/   | /p/ |
| R r | S s | T t | Ts ts | U u   | V v      | Ʋ ʋ | W w   | X x | Y y | Z z   | Z z |
| /l/ | /s/ | /t/ | /t͡s/  | /u/   | /v/      | /β/ | /w/   | /x/ | /j/ | /z/   | /z/ |

모음 글자 뒤에 ‘n’을 써서 비모음을 나타낸다. 성조는 혼동의 여지가 있는 경우를 제외하면 대체로 표시하지 않는다. 예를 들어 1인칭 복수 대명사 mí는 2인칭 복수 대명사 mi와 구별하기 위해 고조로 나타내고, 2인칭 단수 대명사 wò는 3인칭 복수 대명사 wó와 구별하기 위해 저조로 나타낸다.
- ekpɔ wò [ɛ́k͡pɔ̀ wɔ̀] — '그가 너를 보았다'
- ekpɔ wo [ɛ́k͡pɔ̀ wɔ́] — '그가 그들을 보았다'

## 문법
에웨어는 SVO형 언어이다. 소유자는 피소유자에 선행한다. 형용사, 수사, 지시사, 관계절은 핵어 명사보다 뒤에 나온다. 에웨어는 전치사가 아닌 후치사를 사용한다.
에웨어는 인식자 대명사(logophoric pronoun)를 지닌 것으로 유명하다. 인식자 대명사는 간접인용문에서 발화나 생각의 주체를 가리키는 데 쓰이며, 영어 등의 언어에서라면 중의적이 될 문장의 뜻을 분명하게 해 준다. 다음 예문에서 두 번째 문장의 yè가 인식자 대명사이다.
- Kofi be e-dzo  '코피는 그가 떠났다고 말했다' (그 ≠ 코피)
- Kofi be yè-dzo '코피는 그가 떠났다고 말했다' (그 = 코피)

에웨어에는 연속 동사 구문이 풍부하게 발달하였다.

## 참고 문헌
- Ansre, Gilbert (1961) The Tonal Structure of Ewe. MA thesis, Kennedy School of Missions of Hartford Seminary Foundation.
- Ameka, Felix Kofi (2001). "Ewe". In Garry and Rubino (eds.), Fact About the World's Languages: An Encyclopedia of the World's Major Languages, Past and Present. New York/Dublin: The H. W. Wilson Company. pp. 207–213.
- Clements, George N. (1975). "The logophoric pronoun in Ewe: Its role in discourse". Journal of West African Languages. 10(2): 141–177.
- Collins, Chris. (1993) Topics in Ewe Syntax. Doctoral Dissertation, MIT.
- Capo, Hounkpati B. C. (1991). A Comparative Phonology of Gbe, Publications in African Languages and Linguistics, 14. Berlin/New York: Foris Publications & Garome, Bénin: Labo Gbe (Int).
- Pasch, Helma (1995). Kurzgrammatik des Ewe. Köln: Köppe.
- Westermann, Diedrich Hermann (1930). A Study of the Ewe Language. London: Oxford University Press.